# Acnephalum platygaster
Acnephalum platygaster är en tvåvingeart som beskrevs av Friedrich Hermann Loew 1858. Acnephalum platygaster ingår i släktet Acnephalum och familjen rovflugor.
Artens utbredningsområde är Namibia. Inga underarter finns listade i Catalogue of Life.